# جینسنوزید

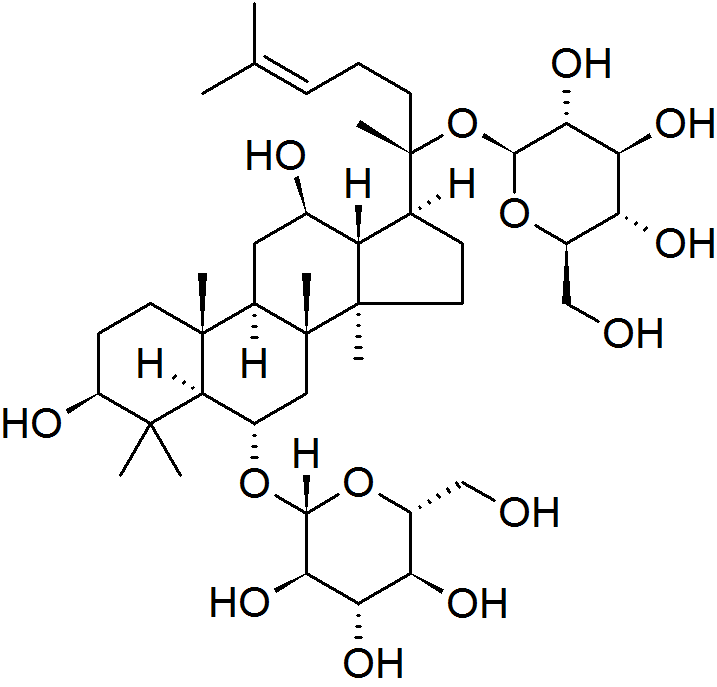
ساختار شیمیایی جینسنوزید Rg1

جینسنوزیدها یا پاناکسوزیدها (به انگلیسی: Ginsenosides یا Panaxosides)، گروهی از فراورده‌های طبیعی از گلیکوزیدهای استروئیدی و ساپونین‌های تری‌ترپنی هستند. ترکیبات این گروه، تقریباً به‌طور انحصاری در گیاهان سرده گیاهی پاناکس (جینسنگ‌ها) یافت می‌شوند. این گیاهان دارای سابقه طولانی استفاده در طب سنتی هستند و امروزه مطالعات متعددی در رابطه با اثرات دارویی ترکیبات موجود در جینسنگ انجام شده است.
جینسنوزیدها را می‌توان از قسمت‌های مختلف این گیاهان به ویژه ریشهٔ آن‌ها جداسازی و با کروماتوگرافی ستونی خالص‌سازی کرد. مشخصات شیمیایی گونه‌های جینسنگ، متفاوت است. اگرچه خواص درمانی جینسنگ آسیایی به دلیل استفاده در طب سنتی چینی، بیشتر مورد مطالعه قرار گرفته‌است، اما جینسنوزیدهای منحصر به‌فردی در جینسنگ آمریکایی (Panax quinquefolius) و جینسنگ ژاپنی (Panax japonicus) نیز وجود دارد. محتوای جینسنوزیدها بسته به اثرات محیطی بر گیاه نیز متفاوت است.

## متابولیسم
جینسنگ عموماً به شکل مکمل‌های غذایی طبیعی و به‌صورت خوراکی مصرف می‌شود و بنابراین جینسنوزیدهای آن ممکن است توسط فلور روده متابولیزه شوند. به عنوان مثال، جینسنوزیدهای Rb1 و Rb2 توسط باکتری‌های موجود در روده انسان به 20-bO-glucopyranosyl-20 (S) -protopanaxadiol یا 20 (S) -protopanaxadiol تبدیل می‌شوند. این فرایند بین افراد مختلف، متفاوت است. در برخی موارد، متابولیت‌های جینسنوزیدها ممکن است ترکیبات فعال بیولوژیکی باشند.

## اثرات بیولوژیکی
اکثر مطالعات در مورد اثرات بیولوژیکی جینسنوزیدها در شرایط آزمایشگاهی، کشت سلولی یا مدل‌های حیوانی بوده‌است و بنابراین ارتباط آن‌ها با بیولوژی بدن انسان ناشناخته است. تأثیرات بر روی سیستم قلبی عروقی، دستگاه عصبی مرکزی و سیستم ایمنی، عمدتاً در مطالعه بر روی جوندگان، گزارش شده‌است. اثرات ضد تکثیر سلولی نیز گزارش شده‌است.
بسیاری از مطالعات، نشان می‌دهند که جینسنوزیدها دارای خواص آنتی‌اکسیدانی هستند. مشاهده شده‌است که جینسنوزیدها آنزیم‌های آنتی‌اکسیدان داخلی را افزایش می‌دهند و به‌عنوان یک مهارکننده ی رادیکال‌های آزاد عمل می‌کنند. جینسنوزیدهای Rg3 و Rh2 در مدل‌های سلولی به‌عنوان یک اثر بازدارنده بر رشد و تکثیر سلول‌های سرطانی مشاهده شده‌است. مطالعات در مدل‌های حیوانی نشان داده‌است که جینسنوزیدها دارای خواص حفاظت از سلول‌های عصبی هستند و می‌توانند در درمان بیماری‌های عصبی مانند آلزایمر و پارکینسون مفید باشند.
دو مکانیسم مهم عمل برای فعالیت جینسنوزیدها بر اساس شباهت آن‌ها با هورمون‌های استروییدی پیشنهاد شده‌است:
۱. آن‌ها آمفی‌فیل هستند و ممکن است با غشای سلولی تعامل داشته و وضعیت آن را تغییر دهند.
۲. برخی از جینسنوزیدها آگونیست نسبی هورمون‌های استروییدی هستند.
مشخص نیست که چگونه این مکانیسم‌ها، اثرات بیولوژیکی گزارش‌شده از جینسنوزیدها را ایجاد می‌کنند. این مولکول‌ها همچنین به‌دلیل متابولیسم و جذب ضعیف روده‌ای، فراهمی زیستی پایینی دارند.